# Liste der Monuments historiques in Vellevans
Die Liste der Monuments historiques in Vellevans führt die Monuments historiques in der französischen Gemeinde Vellevans auf.

## Liste der Objekte
| Bezeichnung | Beschreibung          | Standort                                | Kennzeichnung | Schutzstatus | Datum | Bild |
| ----------- | --------------------- | --------------------------------------- | ------------- | ------------ | ----- | ---- |
| Glocke      | Bronze, 1736 gegossen | in der Kirche Sts-Pierre-et-Paul (Lage) | PM25001389    | Classé       | 1942  |      |